# 費吉拉
費吉拉（英語：Fredzilla），本名費德（Fred），是漫威漫畫中的虛構超級英雄角色，由克里斯·克拉林蒙和大衛·娜卡耶馬共同創作。費吉拉首次於《太陽火與大英雄天團》#1中登場。

## 其他媒體

### 電影
在改編電影中，費吉拉由T·J·米勒配音。費吉拉是一個悠閒的漫畫迷，負責在舊京山技術研究所擔任吉祥物。

### 電視
在電視影集中，費吉拉由布魯克斯·威蘭配音。在首集《杯麵的回歸》中，揭示他的全名是費雷德里克·費雷德里克森四世。

## 外部連結
- Fredzilla （页面存档备份，存于） 漫畫書數據庫